# Marie Zahoříková
Marie Zahoříková rozená Soukupová (* 14. listopadu 1943) je československá hráčka basketbalu (vysoká 169 cm). Je zařazena na čestné listině zasloužilých mistrů sportu. V roce 2007 byla uvedena do Síně slávy České basketbalové federace.
Za basketbalové reprezentační družstvo Československa v letech 1962–1971 hrála celkem 94 utkání a má významný podíl na dosažených sportovních výsledcích. Zúčastnila se třikrát mistrovství světa a čtyřikrát mistrovství Evropy v basketbale žen, na nichž získala celkem pět medailí, z toho tři stříbrné za druhá místa (MS 1964, 1971 a ME 1966) a dvě bronzové medaile za třetí místa (MS 1967 a ME 1964). Reprezentační kariéru zakončila po Mistrovství světa 1971 v Sao Paulo, Brazílie (2. místo).
V československé basketbalové lize odehrála celkem 11 sezón (1961–1972), čtyři za Lokomotivu Ústí nad Labem a sedm za Spartu Praha, v nichž s týmem Sparty Praha získala v ligové soutěži celkem 7 medailí, šestkrát titul mistra Československa a jedno druhé místo. Československá basketbalová federace ji dvakrát zařadila do nejlepší pětky - „All Stars“ československé basketbalové ligy (1969/70, 1970/71).
S týmem Sparty Praha (Spartaku Sokolovo) se zúčastnila pěti ročníků Poháru evropských mistrů v basketbale žen, třikrát tým skončil v soutěži na druhém místě (1967, 1968, 1972), když vždy podlehl ve finále týmu Daugava Riga.

## Sportovní kariéra
- Kluby: celkem 11 sezón a 7 medailových umístění: 6x mistryně Československa, 1x 2. místo
- 1961-1965 Lokomotiva Ústí nad Labem, 4x 8. místo (1962-1965)
- 1965-1972 Sparta Praha: 6x mistryně Československa (1966-1969, 1971, 1972), 2. místo (1970)
- od zavedení evidence podrobných statistik ligových zápasů (v sezóně 1961/62) zaznamenala celkem 2225 ligových bodů.
- Československo: 1963–1970 celkem 94 mezistátních zápasů, z toho na MS a ME celkem 134 bodů v 29 zápasech
- Mistrovství světa: 1964 Lima, Peru (12 bodů /4 zápasy), 1967 Praha (2 /3), 1971 Sao Paulo, Brazílie (53 /9), na MS celkem 67 bodů v 16 zápasech
- Mistrovství Evropy: 1964 Budapešť (2 /2), 1966 Rumunsko (9 /2), 1968 Messina, Itálie (28 /4), 1970 Rotterdam, Holandsko (28 /5), na ME celkem 67 bodů ve 13 zápasech
- úspěchy:
- Mistrovství světa v basketbalu žen: 2. místo (1964, 1971), 3. místo (1967)
- Mistrovství Evropy v basketbale žen: 2. místo (1966), 3. místo (1964), 5. místo 1970, 9. místo 1968
- FIBA Pohár evropských mistrů žen: 3x 2. místo (1967, 1968, 1972)